# رابین شرباتسکی
رابین شرباتسکی (با نام کامل «رابین چارلز شرباتسکی جونیور.» معروف به «رابین اسپارکلز») یکی از شخصیت‌های سریال آشنایی با مادر است. این شخصیت توسط نویسندگان سریال، «کارتر بیز» و «کریگ توماس» خلق شده و بازیگر کانادایی «کوبی اسمالدرز» نقش او را بازی می‌کند.

## شخصیت
رابین در ۲۳ ژوئیه ۱۹۸۰ به دنیا آمد. پدر او (چارلز شرباتسکی سینیور) دوست داشت یک پسر داشته باشد، به همین دلیل او را مانند یک پسر بزرگ کرد تا چهارده سالگی که او را هنگام بوسیدن یک پسر دید قبول کرد که رابین یک دختر است. رابین سپس با مادرش (کتی شرباتسکی) زندگی کرد و بعد از آن یک مدل شد. سپس در یک گروه پاپ به خوانندگی پرداخت که معروف‌ترین آهنگ و موزیک ویدئویش «بیا بریم مرکز خرید» با نام مستعار «رابین اسپارکلز» بود. او در یک تور طولانی مدت این آهنگ را خواند. ادامهٔ هنری این ویدئو آهنگ «قلعه شنی‌های ساحل» بود. او در این اثر با «آلن تیک (با بازی جیمز ون در ویک)» ظاهر می‌شود. وقتی رابین وارد دوران بلوغ می‌شود، حقیقتاً متحول می‌شود و با گذشتهٔ خود فاصله می‌گیرد، هر چند که هنوز هم از هاکی، سیگار، اسکاچ و اسلحه لذت می‌برد.